# 1397

## أحداث
- جاء اتحاد كل من السويد والنرويج والدنمارك بعد المعارك التي كانت تجري بين النبلاء في تلك الدول من جهة وبين السويد من جهة ثانية.
- بناء محراب جركس في مدينة القدس, وهو محراب يحيط به عمودان رخاميان صغيران جميلان على يد الأمير سيف الدين جركس الناصري.
- غزا السلطان العثماني أبا يزيد الأول شخصيا مدينة أثينا عاصمة اليونان، وبعدها توجه إلى قونيا في الأناضول، وأخضع إمارة قره مان.
- اخترع غياث الدين الكاشي الكسور العشرية, وكان أول ذكر لها في كتابه مفتاح الحساب ،وكان ذلك قبل 175 سنة من ستيفن الذي ينسب له هذا الاكتشاف.

## مواليد
- الأقصرائي
- خوان الثاني ملك أراغون